# Souax
Soaux is een plaats in Curaçao. Het bevindt zich ten noordwesten van de wijk Mahuma van Willemstad.

## Geschiedenis
In het noorden van Soaux bevindt zich Rooi Rincón, een inheemse nederzetting uit 4500 tot 1500 v.Chr met rotstekeningen. Het zijn de oudst bekende sporen van menselijke bewoning op Curaçao. Souax was onderdeel van de plantage Hato. De plantage was tot 1796 eigendom van de West-Indische Compagnie. In 1943 werd de plantage gekocht door August Helmijer, die het gebied in percelen verdeelde en verkocht.
Souax is als woonwijk in de jaren 1950 ontstaan, en bestond uit zelfbouwwoningen. In 1963 werd de verkaveling doorgezet door de zoon van Helmijer die echter ruimere percelen aanbood, waardoor de Soaux-Oost een andere karakter heeft dan Souax-West. In 1976 werd waterleiding en elektriciteit aangelegd in de wijk. In 1995 werd Souax gelegaliseerd om de infrastructuur van de wijk te regelen.

## Overzicht
Soaux kent een sterke bevolkingstoename. De overgrote meerderheid is autochtoon, maar het aandeel immigranten uit de Dominicaanse Republiek en Colombia kent een stijgende lijn. Het gemiddelde inkomen is beneden gemiddeld, maar is er geen sprake van een achterstandswijk. Het opleidingsniveau is gelijk aan het landelijk gemiddelde.
In het gebied rond Rooi Rincón is een park aangelegd. In het park bevinden zich de twee waterputten voor het gebied en de rotstekeningen van de inheemse bevolking.